# Galium cliftonsmithii
Galium cliftonsmithii är en måreväxtart som först beskrevs av Lauramay Tinsley Dempster, och fick sitt nu gällande namn av Lauramay Tinsley Dempster och George Ledyard Stebbins. Galium cliftonsmithii ingår i släktet måror, och familjen måreväxter. Inga underarter finns listade i Catalogue of Life.